# Dezeen
Dezeen è una rivista on-line in lingua inglese dedicata all'architettura e al design. Ha sede a Londra, nell'area di Hoxton.

## Storia
Lanciato da Marcus Fairs alla fine del novembre 2006, il quotidiano The Independent lo ha classificato nel 2012 come il miglior blog di architettura al mondo, mentre l'anno successivo il The Times lo ha inserito nella lista dei "50 siti web senza i quali non puoi vivere".
Nel 2015 viene aperta una seconda sede a New York (con uffici prima a Manhattan e poi a Brooklyn), che è stata chiusa definitivamente nell'autunno del 2020.
Nel 2016 il Time lo ha recensito all'interno della Design 100, la lista dei primi cento fattori di forza più influenti nella progettazione a livello mondiale.
Nel 2018 si è svolta la prima edizione dei Dezeen Awards, i premi annuali assegnati da Dezeen ai migliori risultati nel campo dell'architettura, degli interni e del design a livello mondiale.
A marzo del 2021 Dezeen è stata acquisita dalla società danese JP/Politikens Hus.